# Swift (kráter na Deimosu)

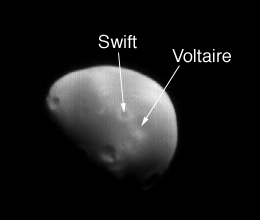
Krátery Swift a Voltaire na Deimosu

Swift je kráter na Deimosu, měsíci planety Mars. Jeho střední souřadnice činí 12,5° severní šířky a 358,2° západní délky. Má průměr cca 1–3 kilometry. Útvary na Deimosu jsou pojmenovány po spisovatelích, proto je pojmenovaný Mezinárodní astronomickou unií po irsko-anglickém spisovateli Jonathanu Swiftovi, který ve svém díle Gulliverovy cesty předvídal existenci měsíců Marsu.
Swift je jeden ze dvou největších a nejdříve pojmenovaných kráterů na Deimosu, druhým je Voltaire. 10. července 2006 vyfotografovala planetární sonda Mars Global Surveyor Deimos a pořídila záběry kráteru Swift.